# Référendum constitutionnel français de 1958 en Guinée française
Un référendum constitutionnel a eu lieu en Guinée française le 28 septembre 1958 dans le cadre d’un référendum plus large portant sur l’Union française et l’adoption de la nouvelle Constitution Française prévoyant la dissolution de l'Afrique-Occidentale française; en cas de victoire du OUI, les colonies feraient partie de la nouvelle Communauté française ; en cas de rejet, le territoire de la Guinée se verrait accorder l’indépendance en sortant définitivement de l'empire colonial français.
Le NON l'emporte finalement à plus de 95 % et la Guinée devient indépendante le 2 octobre 1958.

## Contexte
Avec le Niger (colonie du Niger), la Guinée française était l’un des deux seuls territoires où le principal parti politique a fait campagne pour un vote « non » et a finalement été la seule colonie à rejeter la constitution et à opter pour l’indépendance. Le Parti démocratique de Guinée dirigé par Ahmed Sékou Touré, qui avait remporté tous les sièges sauf quatre lors de l’élection de l’Assemblée territoriale l’année précédente, a poussé au rejet de la constitution et, le 19 octobre, le parti a rompu ses liens avec le Rassemblement démocratique africain, dont les autres membres étaient favorables au maintien des liens avec la France.
Les résultats ont montré que plus de 95 % des électeurs ont voté contre la constitution, avec un taux de participation de 85,5 %.  

## Résultats
| Choix                      | Votes     | %     |
| -------------------------- | --------- | ----- |
| Pour                       | 56 981    | 4,78  |
| Contre                     | 1 136 324 | 95,22 |
| Blanc ou Nul               | 10,57     | -     |
| Total                      | 1 203 875 | 100   |
| Inscrits                   | 1 408 500 | 85,47 |
| Source: Sternberger et al. |           |       |

## Conséquences
À la suite du référendum, la Guinée a déclaré son indépendance le 2 octobre. Le gouvernement français a mal réagi au résultat et a cessé toute aide au développement. En conséquence, le gouvernement guinéen s’est tourné vers le bloc communiste pour demander de l’aide, une mesure que le gouvernement Français a utilisée pour faire pression sur les pays occidentaux pour qu’ils n’acceptent pas l’indépendance guinéenne. À l’indépendance, Touré a assumé la fonction de président, et le pays est rapidement devenu un État à parti unique. Malgré diverses tentatives d’assassinat et complots de coup d’État, Touré a dirigé le pays jusqu’à sa mort en 1984.

### Source
- (en) Cet article est partiellement ou en totalité issu de l’article de Wikipédia en anglais intitulé « Référendum constitutionnel guinéen de 1958 » (voir la liste des auteurs).